# The King of Fighters XIV
The King of Fighters XIV (ザ・キング・オブ・ファイターズ XIV) ou simplesmente KOF XIV é a 14ª edição da série de jogos eletrônicos de luta The King of Fighters. Foi anunciado pela primeira vez durante a  SCEJA Press Conference 2015 e lançado inicialmente de forma exclusiva para Playstation 4 em 23 de agosto de 2016, sendo posteriormente lançado para a plataforma Steam, em 15 de junho de 2017.
Para promover o jogo da versão da Steam, foi lançado uma série de anime em computação gráfica intitulado The King of Fighters: Destiny na própria Steam e no YouTube em 2017.

## Informações do jogo
Ao contrário dos jogos anteriores da série principal, que empregavam a animação de sprites desenhados à mão, The King of Fighters XIV usa modelos 3D, no entanto a área de combate permanece em um plano estritamente bidimensional e mantém os mesmos mecanismos básicos de seus antecessores.
- Um novo sistema de Max mode permite o acesso a movimentos EX; ativar este estado requer uma barra do power gauge.
- Usar três barras da power gauge permite aos jogadores fazerem os Climax Supers. Aperte repetidamente o botão de soco fraco para performar um ataque automatico de combo chamado de Rush Mode; isso vai dar menos dano comparado a combos normais.
- O sistema de empurrão CD agora faz os oponentes acertarem a parede e ficarem vulneravéis a combos.
- O jogo possui mais de 50 lutadores para que o jogador possa criar o seu próprio trio, além dos trios pré-formados.[5]

## Personagens

### Lutadores sem Equipe (Personagens DLC)
- Whip[6]
- Ryuji Yamazaki[7]
- Vanessa[8]
- Rock Howard[9]
- Oswald[10]
- Heidern[11]
- Najd[12]
- Blue Mary[13]

## Trilha Sonora
A trilha sonora varia entre hard rock, jazz e blippy techno, entre novas composições e clássicas como London March (tema de Billy Kane em Fatal Fury), Kiss Me (Tema de Blue Mary em Fatal Fury 3: Road to the Final Victory), Pasta (tema de Andy Bogard em Fatal Fury) e Cyber Edit (tema de Art of Fighting 2). A introdução fica por conta da canção Follow Me, de autoria do cantor e compositor Steven McNair.

## Recepção

### Análises
Jogabilidade
KOF XIV foi muito bem elogiado pela sua jogabilidade, pois mesmo sendo uma franquia bem estabelecida e com jogadores a nível de competição, o videojogo traz um sistema mais fácil de execução de movimentos especiais e combos, o que se torna um atrativo para novos jogadores. Inclusive os movimentos chamados de Drive Cancel são de bem mais fácil execução do que o de seu anterior, The King of Fighters XIII. Apesar do visual em 3D, a jogabilidade se mantém em 2D.
E uma das características que dão vontade de jogar 'KOF XIV é justamente sua jogabilidade de ação frenética e bem focada no ofensivo, com rolagens e combos que exigem muito treino para execução, além de contra-ataques surpresa.
Personagens
O elenco de KOF XIV é um dos maiores já feitos em um jogo, contando com jogadores renomados e novatos. No total são 50 iniciais, o que possibilita uma variedade imensa de estilos de luta e combinações.
Além dos 50 iniciais o jogo receberá alguns personagens via DLC.
Visual
A principal novidade do novo KOF é a saída do tradicional 2D para o 3D. Apesar de bem recebido no geral e com jogabilidade boa para fãs antigos e novatos da franquia, o visual dos lutadores ainda não convenceu, parecendo que são de plástico. Em alguns momentos e cenários, o jogo parece ser da primeira leva de jogos do PlayStation 3.
No geral, The King of Fighters XIV foi bem recebido pela crítica, e chega até ser apontado como o melhor jogo eletrônico de luta da atual geração de consoles pela PC Magazine.